# Œil de biche

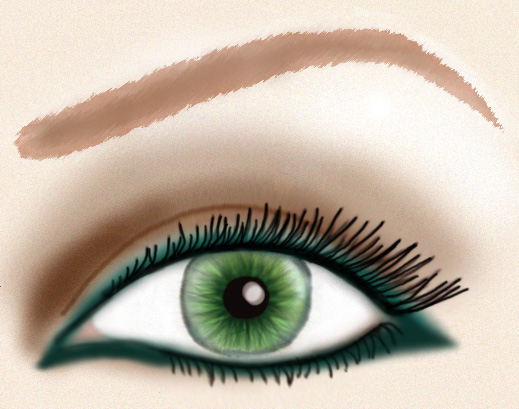
Eye liner

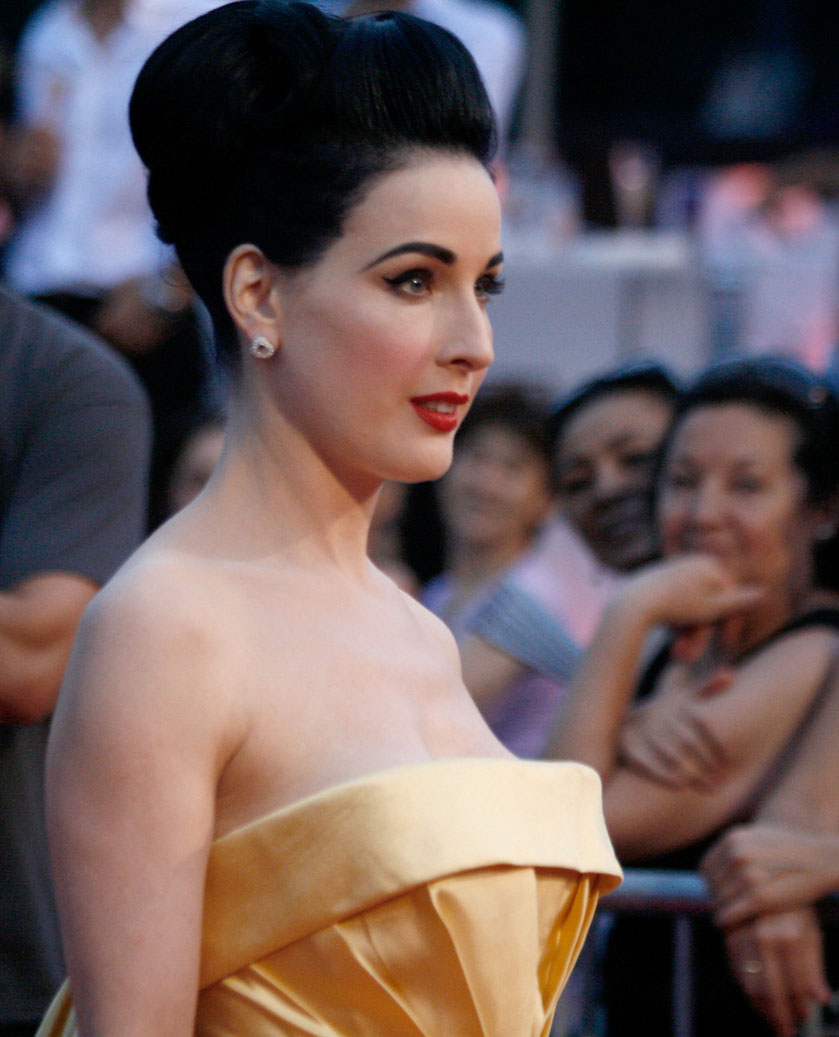
Dita von Teese en 2010

Pour les articles homonymes, voir Œil (homonymie).
 (avril 2017).
Si vous disposez d'ouvrages ou d'articles de référence ou si vous connaissez des sites web de qualité traitant du thème abordé ici, merci de compléter l'article en donnant les références utiles à sa vérifiabilité et en les liant à la section « Notes et références ».
L'œil de biche est un maquillage du dessus de l'œil dont le but est d'agrandir le regard.